# Monastère d'Oubissi
Le monastère Saint-Georges d'Oubissi (en géorgien : უბისის მონასტერი) est un monastère orthodoxe géorgien du IXe siècle situé en Iméréthie (Géorgie) dans le village d'Oubissa.

## Histoire
Fondé par Grégoire de Khandzta (759 – 861) comporte des bâtiments du XIIe siècle et est célèbres pour ces fresques byzantines du XIVe siècle.

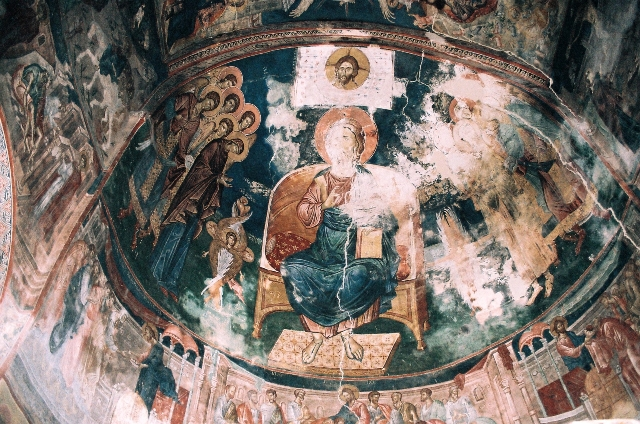
Fresque du monastère